# Cristian Tello
Artikeln följer den spanska namnseden; faderns efternamn är Tello och moderns efternamn Herrera.
Cristian Tello Herrera, född 11 augusti 1991 i Sabadell, Barcelona, Katalonien, är en spansk fotbollsspelare som spelar för saudiarabiska Al-Fateh SC. 
Han kom från Barcelonas kända ungdomsakademi, La Masia. I FC Barcelonas A-lag bär han nummer 20. Tello och Isaac Cuenca är två av Barcelonas bästa löften.
I sin Champions League-debut gjorde Tello två mål när Barcelona slog Bayer Leverkusen med 7-1.
Och i sin första match i La Liga mot Villarreal CF byttes han in i 75 minuten. Matchen slutade 0-0.
I sin första match från start i La Liga öppnade han målskyttet i åttonde minuten. Matchen slutade 2-1.
2002 började Cristian Tello spela för FC Barcelona då han köptes från Can Rull. 
Tello har representerat Spaniens U19, U20, U21 och U23 lag. 

## Klubbkarriär

### Espanyol
RCD Espanyol köpte Cristian Tello år 2008. Han gjorde sin senior debut i spanska andraligan 2009, och spelade fyra matcher med Espanyols B-lag när klubben blev nedflyttade till den spanska andraligan.

### Barcelona
I juni 2010 flyttade Tello till FC Barcelona B. 
Tello gjorde sin första match i La Liga den 28 januari 2012 när han bytte av Adriano i den 75 minuten när det stod 0-0 i bortamatchen mot Villarreal CF.

## Meriter

### FC Barcelona
- La Liga: 2012/2013
- Spanska cupen: 2011/2012
- Spanska supercupen: 2013